# Genowefa Ślósarek
Genowefa Anna Ślósarek – polska fizyk, doktor habilitowany nauk fizycznych, specjalizuje się w biofizyce, fizyce doświadczalnej oraz fizyce molekularnej, nauczyciel akademicki Uniwersytetu im. Adama Mickiewicza w Poznaniu.

## Życiorys
W 1983 otrzymała stopień doktorski w poznańskim Instytucie Fizyki Molekularnej PAN na podstawie pracy pt. Badanie anizotropii czasów relaksacji termicznej w monokryształach TGS i TGSe (promotorem był Narcyz Piślewski). Habilitowała się w 1998 na podstawie oceny dorobku naukowego i pracy pt. Analiza strukturalna białek za pomocą spektroskopii NMR. Pracuje jako adiunkt w Zakładzie Biofizyki Molekularnej Wydziału Fizyki UAM. Prowadzi zajęcia m.in. z biofizyki pojedynczej cząsteczki oraz fizyki białek i kwasów nukleinowych. 
Autorka podręcznika akademickiego pt. Biofizyka molekularna. Zjawiska, instrumenty, modelowanie (wyd. PWN 2011, ISBN 978-83-01-16469-0). Swoje prace publikowała m.in. w „Acta Physica Polonica”.